# バート・アーロルゼン
バート・アーロルゼン（ドイツ語: Bad Arolsen、ドイツ語発音: [baːt ˈaːrɔlzn̩]1997年まではアーロルゼンと称していた）は、ドイツ連邦共和国ヘッセン州ヴァルデック＝フランケンベルク郡に属す市である。
この街は、1655年から1918年までヴァルデック＝ピルモント侯領の宮廷所在地であり、その後プロイセン州に統合されて独立性を失う1929年まではヴァルデック自由州の州都であった。
現在の名前、バート・アーロルゼンの由来は、1131年に設立されたかつてのアウグスチノ女子修道会アーロルデッセン修道院である。
1974年にアーロルゼン市に合併した集落の中には、なくなりつつある低地ドイツ語に属すヴァルデック方言が一部で話されている。

## 地理

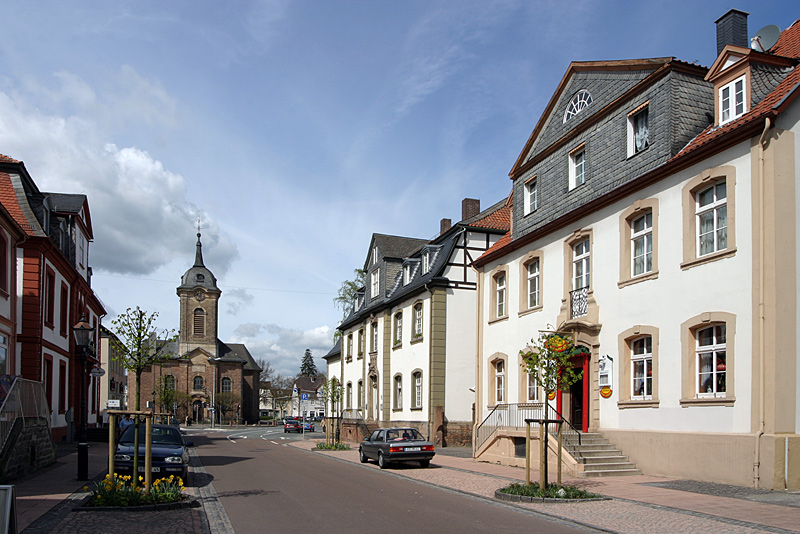
バート・アーロルゼンの中心街

### 位置と地形
バート・アーロルゼンは、北ヘッセンの中低山地地方の北辺、カッセルの西北西約 45 km のヴァルデッカー・ラントに位置している。この街はランガー・ヴァルト北部のヴァルデックの森の中、海抜 286 m 付近に広がっている。
中核市区は北のビッケ川（またはビーケ川とも称する）と南のティーレ川との間に位置する。これらの川は、街の傍らを南から東へ流れるアール川に注ぐ。アール川はツヴィステ川の西側の支流であり、この街の東の程近くにツヴィステ湖がある。南東のランダウ市区を流れるヴァッター川は市域の外れでツヴィステ川に合流する。
工業化が遅れたバート・アーロルゼン周辺の森林地域は広葉樹や針葉樹が密生した丘陵地である。それでも、農耕、酪農、林業といった産業が行われている。

### 気候
バート・アーロルゼン付近の地域の気候は、1年を通して極端な気温にはならず、穏やかである。中低山地の北部では、時折北から北西の風が吹き、大量の降雨をもたらすことがある。秋には霧が多く、突然の寒波や不意の路面凍結が起こることがある。冬には早くから時折大量の雪が降ることがある。

### 隣接する市町村
バート・アーロルゼンは、北はディーメルシュタット、北東はフォルクマールゼン（ともにヴァルデック＝フランケンベルク郡）、南東はヴォルフハーゲン（カッセル郡）、南はヴァルデック、南西はツヴィステタール、西はディーメルゼー（いずれもヴァルデック＝フランケンベルク郡）およびマルスベルク（ノルトライン＝ヴェストファーレン州ホーホザウアーラント郡）と境を接している。

### 市の構成
1974年に実施されたヘッセン州の地域再編に伴って、全部で12のそれまで独立した町村がアーロルゼン市に統合された。本市の市区とその人口（2009年12月現在）は、以下の通り。
| - バート・アーロルゼン（中核市区）、8,153人 - ブラウゼン、187人 - ビューレ、111人 - ヘルゼン、2,106人 - コールグルント（グート・アイルハウゼンを含む）、243人 - ランダウ、1,092人 | - マッセンハウゼン、557人 - メンゲリングハウゼン、3,685人 - ノイ＝ベリヒ、236人 - シュミリングハウゼン、492人 - フォルクハルディングハウゼン、130人 - ヴェッターブルク、867人 |

## 街の景観

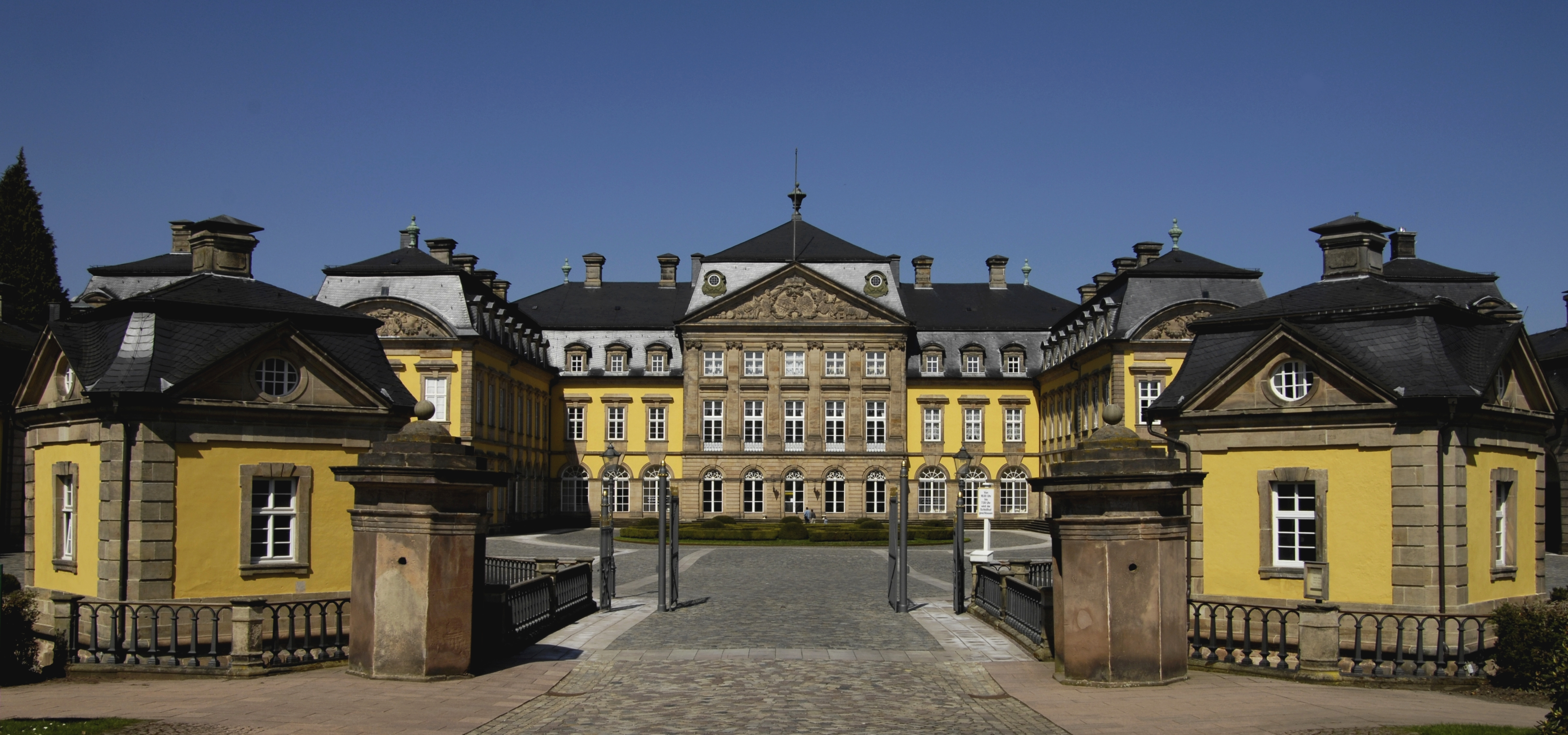
アーロルゼンの宮殿

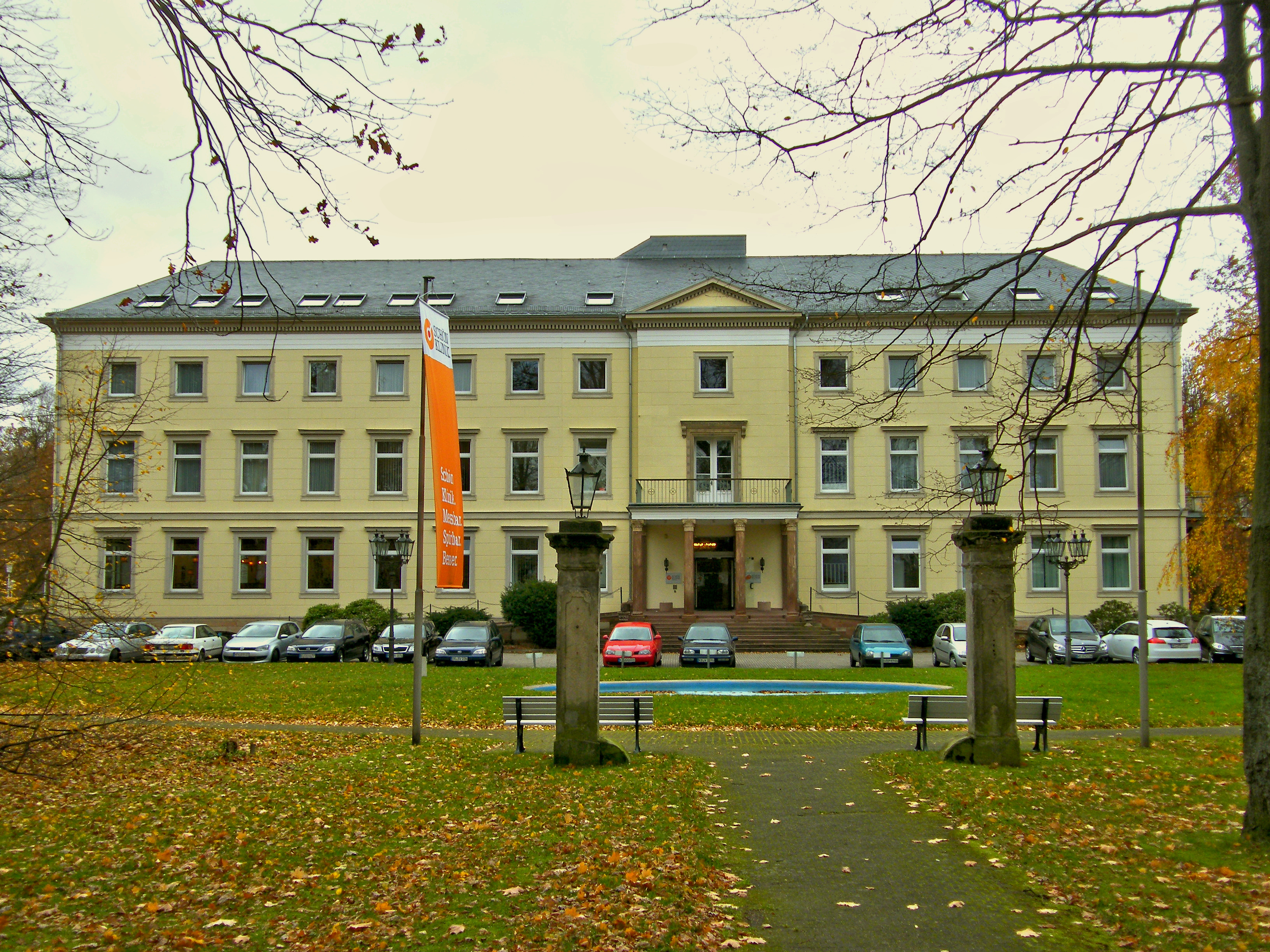
新城館

旧市街東部の多くの建物が保護文化財に指定されている。1999年以降この地域には様式法が適用され、建造物のアンサンブルを守ることで景観が保存されている。

### グローセ・アレー
街の景観にとって重要なのは、東西に伸びる全長約 1600 m の、1670年に造られたグローセ・アレー（直訳すると「大きな並木道」）である。この並木道には、6列に約 880本のオークが植えられている。特に夏にはその木陰に多くの飲食の屋台が出店する。この通りは、宮殿と1725年にはすでに解体されていたシャルロッテンタールの離宮との間の広く立派な連絡路であったと思われる。

### 宮殿
バロック様式の宮殿は、ヴァルデックおよびピルモント侯フリードリヒ・アントンにより、建築家ユリウス・ルートヴィヒ・ロートヴェルの手で三翼式の城館として1710年から建設され、1720年に未完のまま入居した。建設作業は、資金不足のために100年近くもかかり、1810年頃のフリードリヒ侯の治世に完成した。特に重要なのは、イタリア人芸術家カルロ・ルドヴィーコ・カステッリの壁絵と、アンドレア・ガラジーニによるすばらしい漆喰装飾である。建築構造はヴェルサイユ宮殿を模倣している。

### 新城館
新城館は、ヴァルデック＝ピルモント侯カール・アウグスト・フリードリヒ夫人クリスティーネの未亡人の家として建築家フランツ・フリードリヒ・ロートヴァイルによって1764年から1778年に建設された。内装はロココ様式で装飾されている。城館公園は建物の完成後に造営された。公園は四角形で、主にエキゾチックな針葉樹が植えられている。この公園は、南側は大きなテラス状の果樹園・菜園につながっている。1785年のガイドブックは、この公園を格別な景観を持つ「侯爵の庭」と記述している。この城館は1853年に、ヴィルヘルム・ブラスの計画に基づいて、建築家フランツ・クルツェによって古典主義建築に改築された。1970年の火災で内装は完全に焼失した。同じ年に、南側への増築を含む再建が始まった。この工事完了後、この館は1974年に「ホテル・ノイエス・シュロス（新城館ホテル）」として開館した。このホテルは1977年にドリント・ホテル社に貸し出され、著名なホテル専門家ヴェルナー・フレーゲルがホテルディレクターとして就任した。彼は1982年までドリント・ホテルを成功に導いた。1998年からは新館と共にティンニトゥス・クリニークとして利用されている。

## 歴史

### 市の創設から宗教改革まで
この街の起源は、1131年にゲーパ・フォン・イッターとその3人の娘ルートルード、メヒトヒルト、ベルトによってアウグスチノ聖務共唱女子修道院アーロルデッセンが設立されたことに遡る。この修道院は、現在もビールの製造を行っているホーフブラウハウス（宮廷醸造所）の起源でもある。
ルートルードの息子で、ヴァルデック伯家の家祖であるシュヴァーレンベルク伯フォルクヴィン2世は1155年にこの修道院の代官を請け負った。この施設は、ヴァルデック伯オットー4世によってグリュンベルクのアンソニー兄弟団に譲渡されるまでの338年間、伯家の所有であり続け、修道院の急速な発展をもたらした。
宗教改革の時代、修道院は1526年に閉鎖され、フィリップ3世伯の強い指導下でヴァルデック伯の宮廷に改築された。この施設にはルネサンス様式の翼棟が増築された。修道院のブルワリーは、伯家のブルワリーとして引き継がれ、生産を続けた。

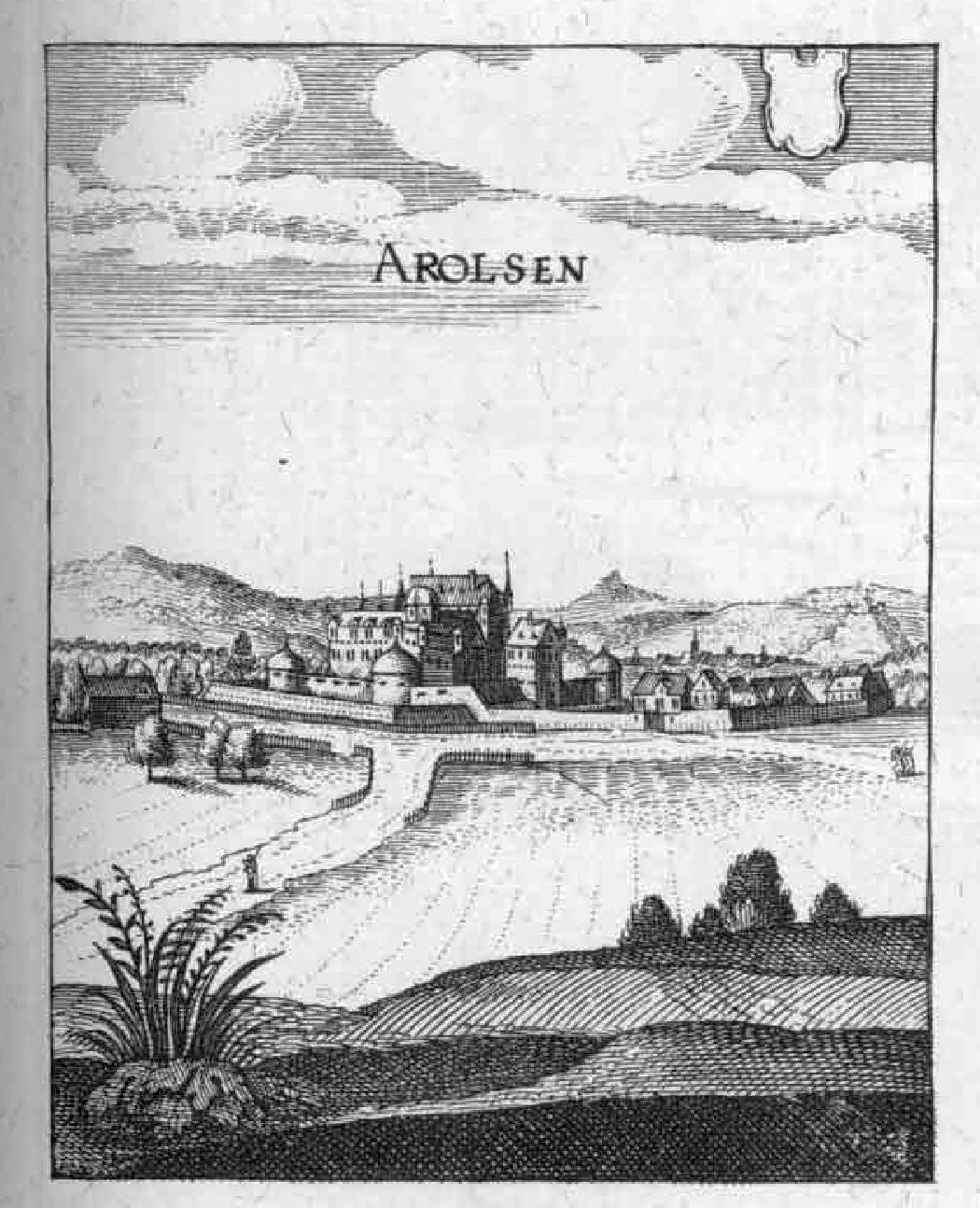
1655年に出版されたマテウス・メーリアンの銅版画に描かれたアーロルゼン

### 三十年戦争から19世紀初頭まで
三十年戦争では、城館は1622年から防備を拡充した。1634年に工事は完了し、住人は襲撃や略奪から一層護られるようになった。ヴァルデック＝アイゼンベルク伯で後に侯となるゲオルク・フリードリヒは1668年に休息のための城館「シャルロッテンタール」を建設した。この城は1670年頃に造営されたグローセ・アレー（直訳すると「広い並木道」）の西端にあたる。1677年に古い城館は改修され、伯家のアイゼンベルク系一門はその宮廷をローデンから興隆著しいアーロルゼンに移した。
1706年にフリードリヒ・アントン・ウルリヒ伯が君主となった後、宮殿の新築が計画され、1710年に着手された。この宮殿は、建築家ユリウス・ルートヴィヒ・ロートヴァイルによるヴェルサイユ宮殿を模した近代的バロック建築の構想に基づいて建設された。内装は、アンドレア・ガラジーニとルドヴィーコ・カステッリによる。伯家は1711年に改築工事が完了した「シャルロッテンタール城」を「ルイーゼンタール城」と改名した。同じ年にフリードリヒ・アントン・ウルリヒは帝国諸侯に昇格し、1717年に世襲の侯位を得たことが公布された。この年にフリードリヒ・アントン・ウルリヒ侯はノイシュタット・アーロルゼンに3軒の建物を建設した。
1719年に「ノイシュタット・アーロルゼンの創設に対する特権と自由権」が文書化された。その翌年に宮殿はやっと侯爵夫妻の入城を得たが、完成にはまだ程遠かった。1725年に休息のための城ルイーゼンタールは取り壊された。フリードリヒ・アントン・ウルリヒ侯は22年の統治の後、1728年に逝去した。同じ年、上級官庁はその所在地をメンゲリングハウゼン（現在はバート・アーロルゼン市内）から宮廷所在地に移した。
このまだ若い都市は、1731年に、3つの市場を開く権利を獲得した。翌1732年、新たに設けられた墓地で最初の葬儀が執り行われた。1735年に礎石が据えられ、最初の教会建設が始まった。この市教会が完成するまでにはその後52年を要し、1787年に献堂された。それ以前の1770年にプロテスタント・ルター派の教会組織はそれまでの親組織から離れ、独立した組織となった。
古典主義様式の建築家で、ベルリン建築派の創始者でもあるクリスティアン・ダニエル・ラウフは1777年にアーロルゼンの「ホッペンホーフ」で生まれた。
侯妃クリスティアーネの居館「ノイエス・シューレ（直訳すると、新しい城館）」は、1787年に完成し、市教会の建設もこの年に完了した。アーロルゼンは1803年にさらなる市場開催権を授けられた。アウグスト市場は自体と共に拡張され、現在の「クラーム・ウント・フィーマルクト（直訳すると、ガラクタと家畜の市場）」となった。
アーロルゼン市からは、偉大な人物が他にも生まれている: ヴィルヘルム・カウルバッハは画家として知られ、ミュンヘンのアカデミー学長を務めた。フリードリヒ・カウルバッハはやはり画家で、後にハノーファー工科大学の教授を務めた。

### 1849年から第一次世界大戦まで
ヴァルデック＝ピルモント侯ゲオルク・ヴィクトルの摂政となったエンマの下、1849年に、当時のドイツでは最も近代的な国家基本法が制定された。これにより4つの行政郡が設けられた。アーロルゼンは、侯国全体の首都であると同時に、ツヴィステ郡の行政府所在地ともなった。いわゆる「テプファーハウス」は侯家御料地の資金で購入され、ヴァルデック侯国で初めての病院とされた。この施設は1850年に事業を開始した。
侯女エンマ・ツー・ヴァルデック・ウント・ピルモントは1858年にアーロルゼンで生まれた。彼女は1879年にオランダ王妃となり、1890年には摂政となった。彼女の人気は、オランダ人観光客がバート・アーロルゼンに多く訪れる誘因となっている。
アウグスト・ビーアは1861年にヘルゼンで生まれた。彼はドイツで一流の医師であり、後にベルリンで教授を務めた人物である。彼は脊椎麻酔の分野や、ホメオパシー療法の導入、ヘルメットの発明、体育学校の復興などの業績で知られている。
侯妃へレーネは、1864年、ヘルゼンに12人の女児のための孤児院を設立した。この孤児院は後の「ゾフィーエンハイム」の由来となった。ヴァルデック地方の若いプロテスタントの女性が教育者として充てられた。さらに周辺地域の年老いた病気の介護が必要な男性もこの施設に保護された。ベーテルの牧師フリードリヒ・フォン・ボーデルシュヴィングはこの施設を支援した。彼は、ゾフィーエンハイムの拡充と、その看護師達のための日用品を供給するための活動を行う社会奉仕団マチルデ・ケッターを設立した。1887年にこの施設は「Waldecksches Diakonissenhaus Sophienheim（ヴァルデックの社会奉仕施設ゾフィーエンハイム）」と改名した。その本館は、ヘレーネン通りのパウリーネン病院の隣に設けられた。

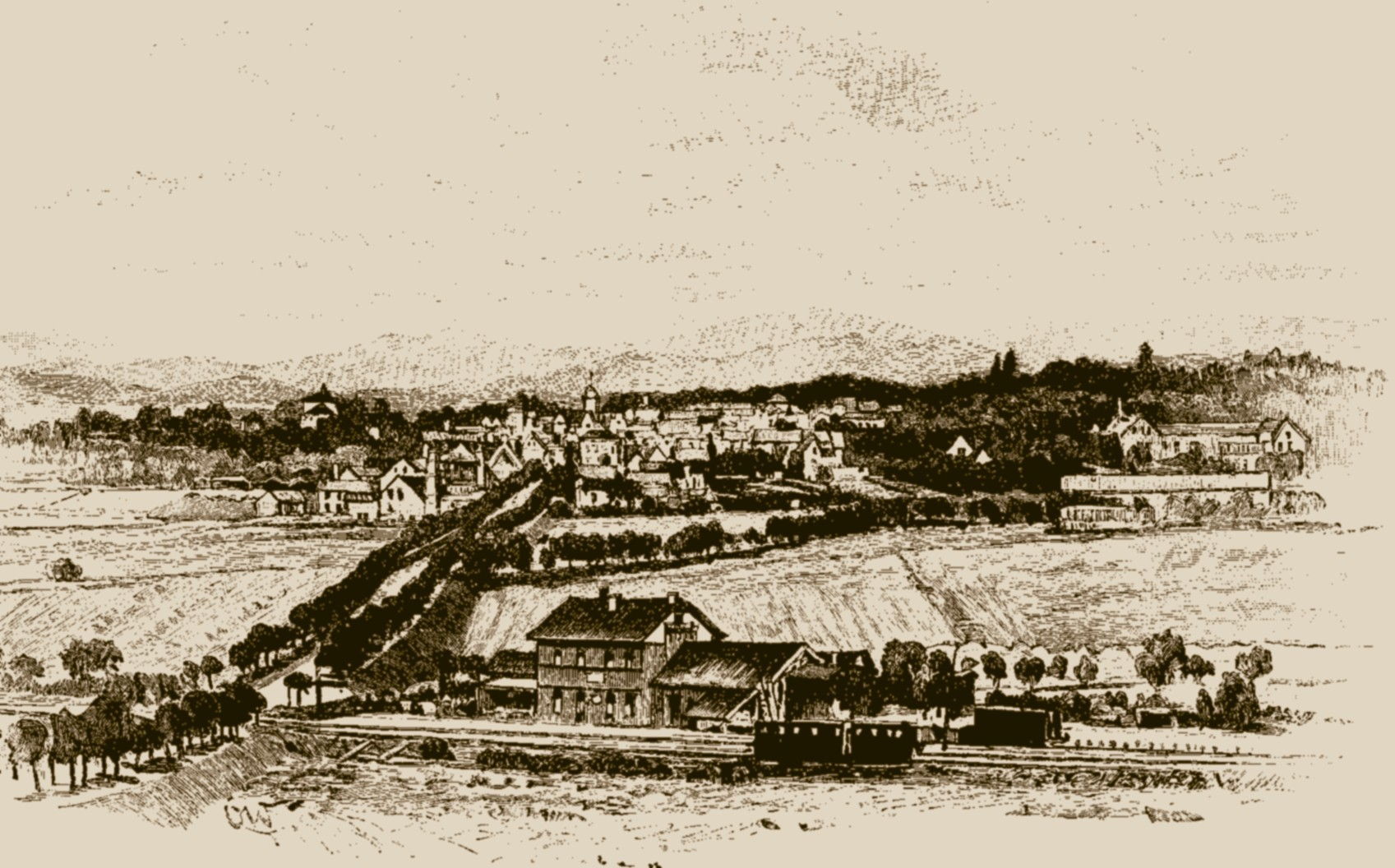
1894年のアーロルゼン

ヴァルデック侯は、1868年のアクツェッション条約によって、プロイセンに対する高権の一部を喪失した。
1871年、現在の市街中心部からも遠くないところに最初のヴァルデック兵舎が完成したことで、アーロルゼンの軍事都市としての長い歴史が始まった。ヴァルデック大隊は、9つの宿舎に駐屯し、それまでの周辺町村の宿舎は廃止された。この大隊は1681年から組織されていた。
この街の有名な住民に、医師で教授のルードルフ・クラップ（1873年 - 1949年）がいた。彼は整形外科医として、その医療技術で市の発展に寄与した。
この街の近代は、1890年5月1日に皇帝ヴィルヘルム2世が訪問した際、隣町のヘルゼンに建設された駅がそのきっかけとなった。ヴァールブルクを起点とするこの鉄道路線は1893年までにコルバッハまで延長された。1899年に開催された皇帝の祖父にあたるヴィルヘルム1世の記念碑の完成式典の機会に皇帝は再びアーロルゼンを訪れた。
バチルディスハイムは、侯妃バチルディスにちなんで名付けられたこの身体に障害を持つ子供のための養育施設であり、1912年に完成した。

### 第一次世界大戦後から第二次世界大戦まで
第一次世界大戦終結と1918年のドイツ帝国崩壊は、それまでのヴァルデック政府に対して大きな影響を及ぼした。ヴァルデック侯フリードリヒの家は、他の諸侯家と同様にあらゆる官職と爵位を喪失し、ヴァルデック侯国は自由州となった。1871年から存在していた兵舎は閉鎖された。1921年11月30日の住民投票でピルモント郡は分離され、プロイセンとの条約によってプロイセンのハノーファー州に帰属することとなり、ハーメルン郡と合併してハーメルン＝ピルモント郡となった。5年後にプロイセンがアクツェッション条約を破棄した事で、ヴァルデック地域ではひどい財政難に陥った。ヴァルデック自由州は、1929年にプロイセンのヘッセン＝ハーナウ州に編入されたことで、独立を喪失した。
1936年、アーロルゼンは再び駐屯地となり、兵舎は増改築がなされた。ここはその後、SA-スポーツ学校、SS-司令官学校として利用され、第二次世界大戦終戦までドイツ国防軍予備部隊の宿舎となった。

#### ブーヘンヴァルト強制収容所アーロルゼン分所
1943年秋にSS-司令官学校の一部がダッハウからアーロルゼンの旧兵舎に移転するのに伴い、その開所直前の11月14日にブーヘンヴァルト強制収容所から34人の収容者が改築作業のために暗号名「アルトゥール」の下、アーロルゼンに送致された。さらにダッハウ強制収容所からも26人が送られてきた。1944年秋には合計123人の収容者が増築作業や召使いとして働いていた。彼らは、主にドイツ、ベルギー、フランス、イタリア、ユーゴスラヴィア、リトアニア、ルクセンブルク、ポーランド、オランダ、ロシア、チェコスロヴァキア、ウクライナ、ハンガリーの手工業者であった。
アメリカ軍がヴァルデック/カッセル地域に侵攻する直前の1945年3月29日、SSによる「撤収」が行われた。すべての収容者は、ブーヘンヴァルト強制収容所に連行された。

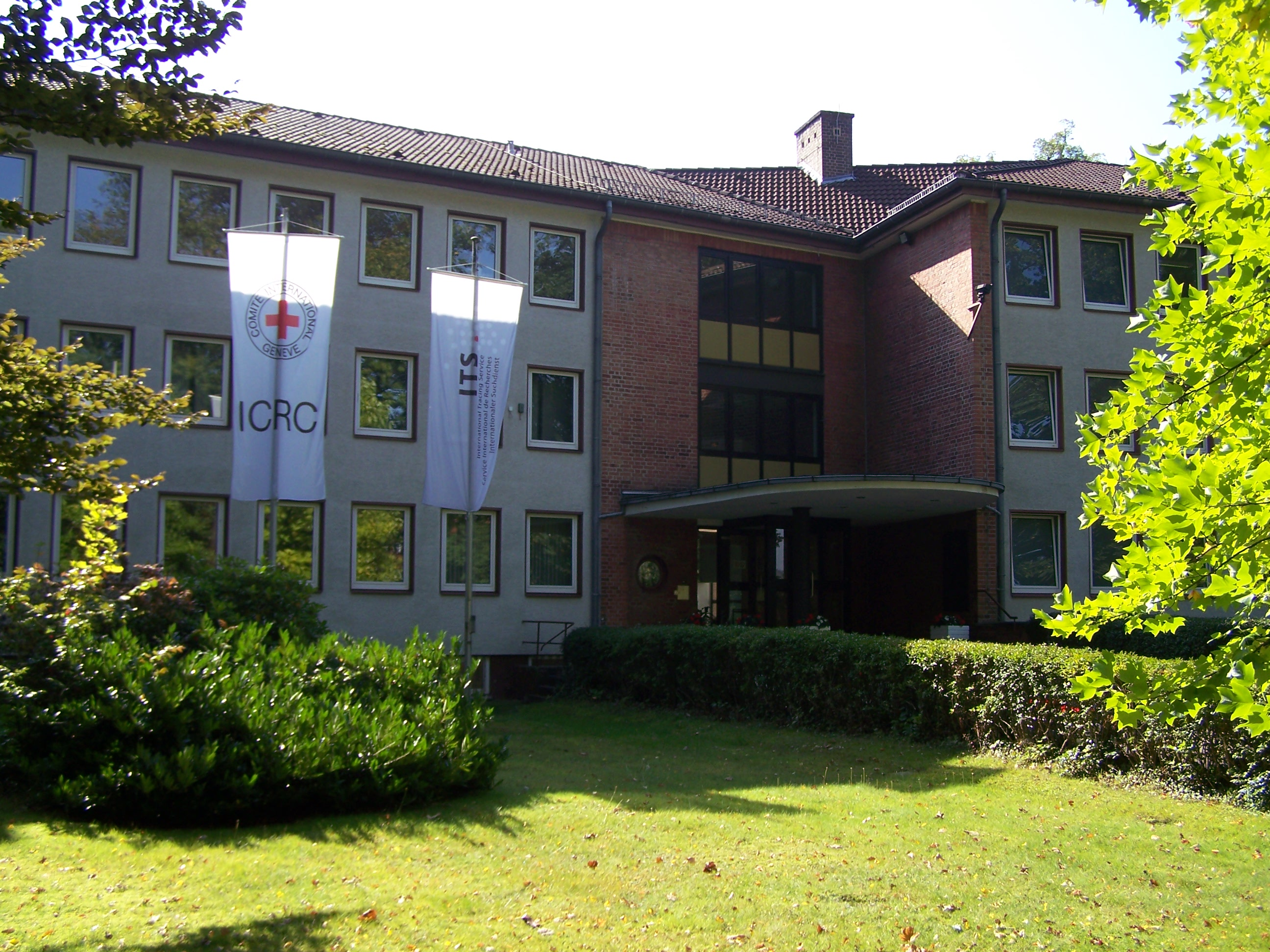
インターナショナル・トレーシング・サービス

### 第二次世界大戦後から1974年の地域再編まで
アーロルゼン市は第二次世界大戦による損害をほとんど被らなかった。1945年3月末から4月初めのアメリカ軍侵攻の際も大規模な戦闘は行われなかった。
連合国の管理下で、1946年にアーロルゼンにインターナショナル・トレーシング・サービスが設けられた。これは、ナチスが権力掌握してから第二次世界大戦の時代の行方不明者、収監者、拉致された人の経緯を明らかにするための施設である。1952年、アーロルゼンは三度、駐屯地となった。旧SS兵舎にベルギーのNATO軍が駐留した。その後数十年の間に、ベルギーの多くの組織の民間交流が成立し、軍が撤退した後も活発な活動を行っている。
城館公園のボーリングによって、1970年に地下水の水脈が掘り当てられ、その水のミネラル濃度は「鉱泉」の肩書きが与えられるにふさわしいものであった。
1974年のヘッセン州の地域再編により、広域自治体アーロルゼンが成立した。ベルギー軍とそれに付随する民間人や家族を含めて、12の市区全体の人口は、約 18,200 人であった。メンゲリングハウゼンとの合併により、アーロルゼンは軍事都市として立場を強固なものとした。

### 鉱泉、現在
アーロルゼン市の「鉱泉」の肩書きは 1977年に承認された。1979年にヴェッターブルク近郊のツヴィステタール堰がその役目を終えた。この堰の主な目的は、ツヴィステ川の北側と西側に位置する地域を洪水から護ることであった。しかし、現在ではこの堰によって造られたツヴィステ湖の観光上の価値で知られている。
1985年、第1回の「アーロルゼン・バロック祝祭劇」が開催されたことで、この街に新たな伝統が生み出された。1990年には宮殿近くの「フュルストリッヒェ・ライトバーン」が祝祭演劇場として完成した。メンゲリングハウゼン地区のドイツ連邦軍駐屯地の改造が変化の予兆であった。対空ミサイル部隊の駐屯と、それまで駐屯していた装甲陸上部隊の削減が完全な空軍基地への移行の始まりであった。
グローセ・アレーと樹木園との間の新城館に、1992年に「ティンティウス・クリニーク」が設けられた。この病院は耳鳴り（= ティンティウス）や内耳の平衡感覚器官の疾患を治療しており、この分野では全国的に重要な施設である。それ以前、新城館はホテル営業を行っていた。1977年にはドリント AG が獲得して同チェーン7館目のホテルとして営業していた。そのホテルマネージャーには有名なホテルエキスパートのヴェルナー・フレーゲルが就任しており、このホテルは1982年まで成功裏に運営されていた。
ベルギーのNATO軍撤退に伴い、ベルギー兵舎（旧SS兵舎）は1994年に閉鎖された。立地条件の良い中央に位置するその跡地の運用が問題となった。メンゲリングハウゼンでは、陸軍部隊がプリンツ・オイゲン兵舎を明け渡し、対空ミサイル部隊が2部隊配置され、約360人の兵士を擁する純粋な空軍基地となった。
1997年1月22日にこの街に「バート」（温泉・鉱泉を意味する）の肩書きが与えられた。空き地となった旧ベルギー兵舎の技術部門跡に、2000年に近代的な娯楽・レクリエーション・プール「アロベラ」が造られた。ここには、屋外プール、サウナ、付属健康センターがある。100 m の長さのウォータースライダーも魅力の1つである。
2002年に、厩舎棟にクリスティアン・ダニエル博物館が設けられたことで、宮殿はもう一つの文化施設となった。
約 360 人の空軍兵士が駐屯するようになったメンゲリングハウゼンのプリンツ・オイゲン兵舎の兵力は、組織改編によって約 400 人に増加する事になった。兵舎や軍事演習場に対する、数百万ユーロを要する大規模な改修と近代化が2002年に開始され、空軍部隊のバート・アーロルゼンへの移転が準備された。
2003年、バート・アーロルゼンで第43回ヘッセンの日が開催された。夏らしい気候に恵まれたことで約 78 万人がこの街を訪れ、ヘッセン州の外にもこの街を広く知らしめた。しかしバート・アーロルゼンにとっては、この開幕直前に発表されたメンゲリングハウゼン地区の連邦軍駐屯地閉鎖の予告が大きな打撃であった。新しい部隊の配備は停止され、編成や部隊および基地管理部門の解消・移転がなされた。
バート・アーロルゼンは2005年の夏に軍事都市の地位を喪失した。プリンツ・オイゲン兵舎は2005年12月に最終的に閉鎖され、全部隊は撤収あるいは解体された。バート・アーロルゼン市は、その跡地を買い取った。
2007年までに、シュロス通りとバーンホーフ通りで大規模な道路工事が行われた。バート・アーロルゼンの中心街は大型トラックの往来が禁止された。教会広場の改造は2007年末に、中心街に新たな姿を与えて完了した。また、2007年と2008年に旧パンツァー通りは南バイパスに改造され、連邦道となった。同時にそれまで中心街を通っていた連邦道は市道に格下げされた。これにより、大型トラックや通り抜けの通行量軽減が果たされた。
2009年春にプリンツ・オイゲン兵舎の一部が取り壊された。ここには、環境破壊をしないバイオマス発電所（オガクズ発電）が設けられた。その他の建物をバート・アーロルゼン市は企業向けに賃貸ししている。

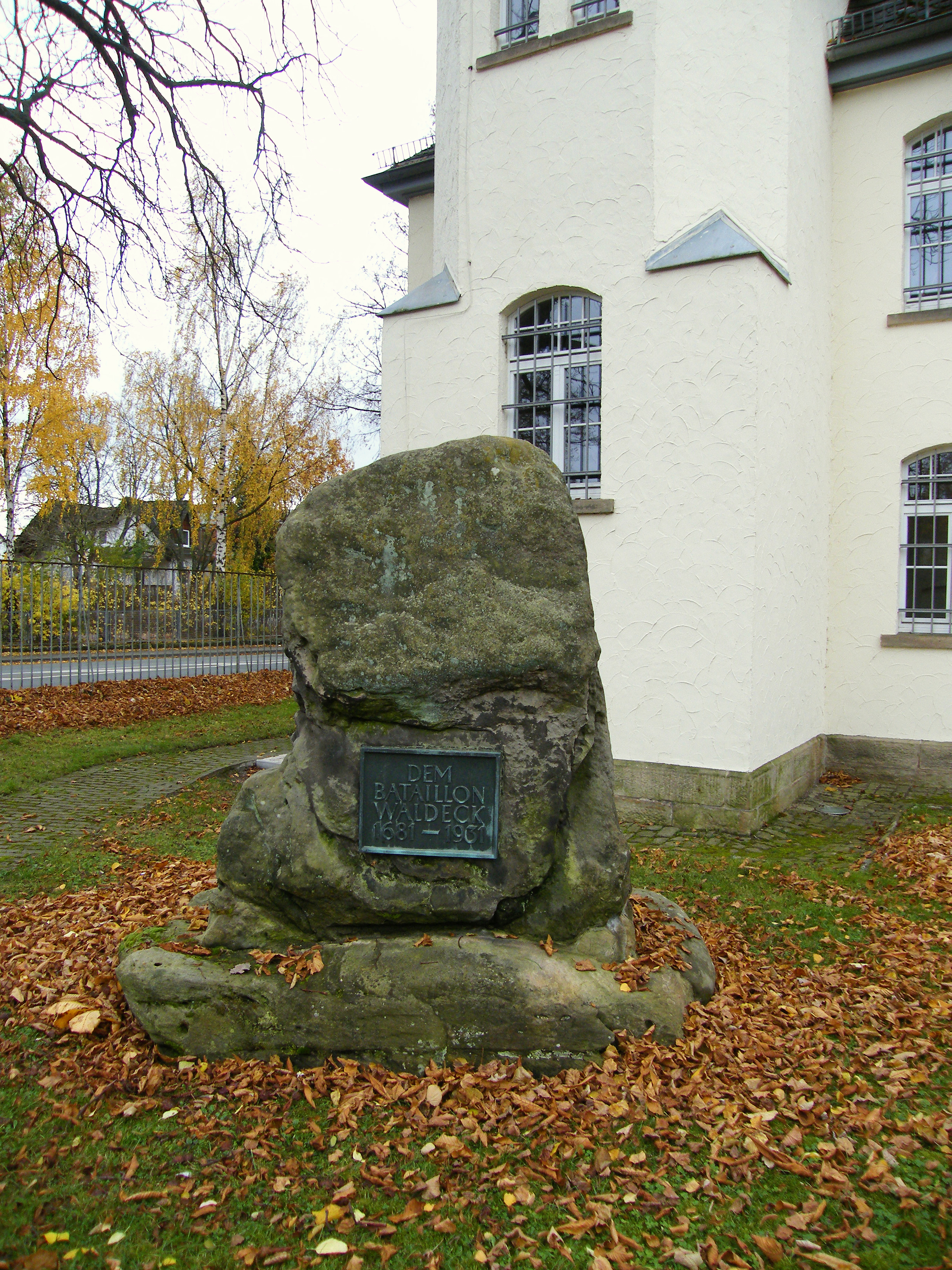
旧ベルギー兵舎跡地を示す記念碑

### 旧駐屯都市
この街が特に重要なのは、軍の駐屯地としての役割を果たしていた事による。
- 冷戦の時代、1952年から1944年まで、ベルギーのドイツ駐留部隊である第1機甲偵察連隊が補給中隊および工兵中隊とともに、市内中心部に近いいわゆる「ベルギー兵舎」に駐屯していた。
- 2004年12月17日に40年間続いたドイツ連邦軍バート・アーロルゼン＝メンゲリングハウゼン駐屯地が廃止された。プリンツ・オイゲン兵舎には時代と共に陸軍や空軍の以下の部隊が駐屯した。
  - 第63戦車大隊（廃止）
  - 第65自走砲大隊（廃止）
  - 第60駆逐戦車中隊（廃止）
  - 第38対空ロケット部隊 第1、第3、第4隊（廃止）
  - 第21対空ロケット部隊 第1、第4、第5隊（現在は第3隊）（現在は、メクレンブルク＝フォアポンメルン州ザニッツ/プランゲンドルフに駐屯している）

## 行政

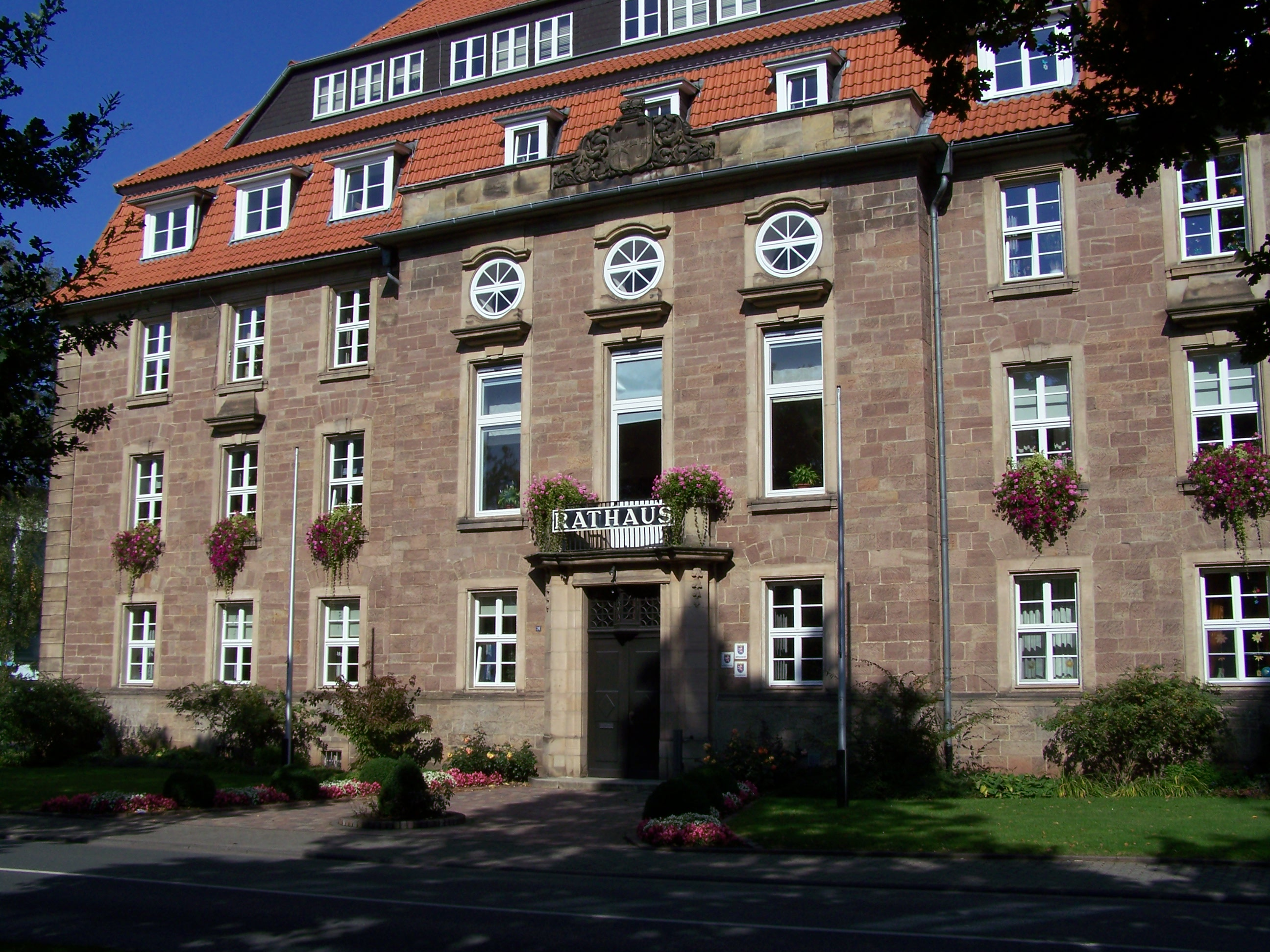
バート・アーロルゼン市庁舎

### 市議会
バート・アーロルゼンの市議会は、37議席からなる。

### 姉妹町村
- バート・ケストリッツ（ドイツ、テューリンゲン）
- フースデン＝ゾルダー（ベルギー、リンブルフ州）
- ハーマン（USA、ミズーリ州）
- クリュッツ（ドイツ、メクレンブルク＝フォアポンメルン州）

バート・アーロルゼンやその周辺地域には、数多くのベルギー兵士が駐屯していた。この地域に比較的大きなベルギー人コミュニティがある。

## 文化と見所

### 美術館・博物館
美術ファンには、バート・アーロルゼン美術館が興味深い。これは、市内合わせて5か所の建物に分かれた美術コレクションである。マールスタルの「クリスティアン・ダニエル・ラウフ美術館」にはクリスティアン・ダニエル・ラウフの作品と共に、ベルリンの旧国立美術館からの貸与された彫刻が展示されている。「クリスティアン・ダニエル・ラウフの生家」は、この芸術家の作品、道具、生涯の記念の品に献げられている。

#### シュライバーシェス・ハウス
「シュライバーシェス・ハウス」は、19世紀の貴族画家ヴィルヘルム・フォン・カウルバッハの絵画やグラフィック作品を展示している。ヨハン・フリードリヒ・ヴァーレンティーンが形成した祝祭ホールは、その木彫作品を含め、ヘッセンで最も優れたものの一つである。

#### カウルバッハ邸
歴史画家でイラストレーターのヴィルヘルム・フォン・カウルバッハの生家である「カウルバッハ邸」は、この街で最も古い建物の一つである。ここにはアーロルゼンの画家家族の絵画やグラフィック作品と、オリジナルの家具職人の作業場が展示されている。

#### 宮殿
宮殿は、それ自身が見学対象であるのに加え、芸術品の入れ替え展示を行っている。

#### その他の美術館・博物館
- メンゲリングハウゼンの郷土博物館
- ヘルゼンの郷土資料室
- マッセンハウゼンのヴァルデック玩具博物館
- シュミリングハウゼンの春と復活祭の風習博物館

### 行事

#### 年中行事
- 1985年から全国的に有名な「アーロルゼンのバロック祝祭演劇祭」が祝祭劇場「フュルストリッヒェ・ライトバーン」で開催されている。
- やはり1985年から「伝統的なバート・アーロルゼンの復活祭マーケット」が、2007年からは復活祭の日曜日にバート・アーロルゼン消防団による復活祭の花火がケーニヒスベルク祝祭広場で開催される。
- 8月第1週にアーロルゼンのガラクタと家畜のマーケットが開催される。これは、現在、北ヘッセン最大の民衆祭である。ここでは、産業展や金曜日の午前に行われる伝統的な家畜の出荷がケーニヒスベルク広場で開催される。この祭は2010年に第280回を数えた。
- 国際的なバート・アーロルゼンのツヴィステ湖トライアスロンが8月の中旬から下旬に開催される。
- ランダウ区ではランダウのガラクタと家畜のマーケットが開催される。
- 第1アドヴェント前の土曜日にツヴィステ湖アドヴェントマラソンが開催される。
- クリスマスマーケット ― 市内中心部の教会広場で4日間開催される。通常の市場の屋台や、移動遊園地の他に、多くのステージでライブ演奏が行われる。

#### 特別行事
- 2003年にバート・アーロルゼンは、第43回ヘッセンの日の開催地となった。
- 2007年7月6 - 7日と2008年7月9 - 12日に第1回と第2回の「マジック・サークル・フェスティヴァル」がメンゲリングハウゼンの旧プリンツ・オイゲン兵舎で開催された。
- メンゲリングハウゼンは、7年ごとに伝統的で大規模な射撃祭の開催地となる。次回の開催は2014年の予定である。

### 観光と余暇
バート・アーロルゼンとその市区集落は、森の豊かな丘陵地によって占められている。数多くの遊歩道や自転車道が整備されている。
市域内をドイツ＝オランダの観光街道であるオラニエ・ルートが通っている。

#### ツヴィステ湖
バート・アーロルゼンのすぐ近くにある重要なハイキング地が、洪水調整池として造られたツヴィステ湖である。ここには多くのレクリエーション施設がある。堰の上流側、ツヴィステ湖に流れ込む川岸は鳥類保護地域となっている。西岸には、脱衣所、トイレ、売店を備えた水浴場があり、その近くにはゴルフ場やウォータースキー・リフトがある。湖の周りには全長約 7 km の自転車道がある。西岸は水辺のプロムナードを通るが、東岸は一部だけがアスファルト舗装されており、森を抜ける短いがきつい上り坂を通って堰に至る。
エーダー湖は市の南約 22 km にあり、いくつものレクリエーション施設がある。

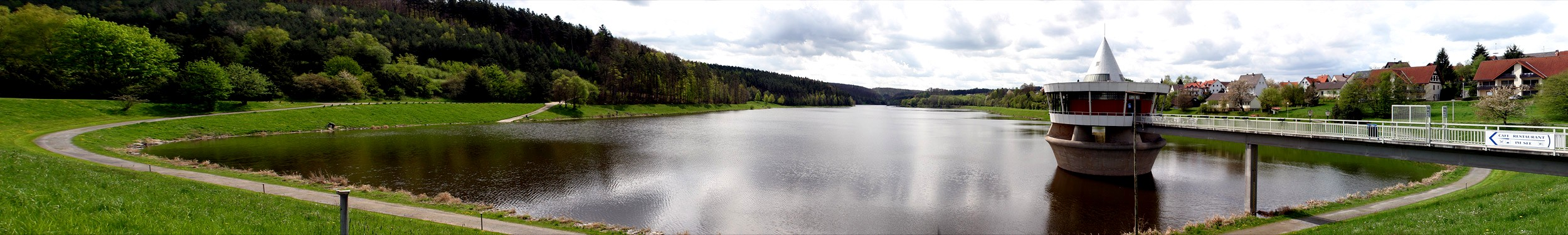
ツヴィステ湖。湖内の建物はカフェとして利用されている。

## 経済と社会資本

### 交通
バート・アーロルゼンはカッセルからコルバッハに至る鉄道の沿線に位置している。公共旅客交通の多くが、北ヘッセン交通連盟 (NVV) のバス路線によって賄われている。この他に、バス会社 BRS（ルール＝ジーク・バス会社）が市内を運行している。また、市内ではデマンドバスも利用できる。
この街は、連邦道 B252号線（オストヴェストファーレン - マールブルク）および B450号線（バート・アーロルゼン - ヴォルフハーゲン - フリッツラー）沿いに位置している。北に約 13 km、B252号線経由でアウトバーン網に接続する（A44号線ディーメルシュタット・インターチェンジ）。
州道、郡道を経由して、マールブルク、ディーメルゼー、フォルクマールゼン、バート・ヴィルドゥンゲンへ、連邦道を経由してディーメルシュタット、ヴォルフハーゲン、コルバッハへ行くことができる。
かつて戦車用軍用道路として利用されていたハーゲン通りを連邦道 B450号線として拡張整備したことで、バート・アーロルゼンは2008年末から南バイパスを有することとなった。これにより市内の大型トラックの通行が大幅に減り、交通負荷の軽減に寄与している。

### 地元企業
この街には数多くの小規模企業があるが、大口の雇用主は以下の通りである。
- ALMO-Erzeugnisse Erwin Busch GmbH、国際的に営業している医療用使い捨て注射器のメーカーである。ビー・ブラウン・メルズンゲン・グループに属す。
- HEWI Heinrich Wilke GmbH 衛生器具、補強金具、標識、電子錠システムのメーカーである。
- Superior Essex Inc. (USA), 銅製巻き線の製造および塗装を行う工場で、1992年にアルカテル社が経営を引き継いだ。
- Hospitality Alliance AG Deutschland（旧 TREFF Hotels）, ドイツの大手ホテルチェーンの一つ。

### 産業地区

#### 旧ベルギー兵舎
1994年のベルギー軍撤退後、市の中心部に近い旧ベルギー兵舎跡地は長らく利用されず、たまに大規模な行事の開催地として利用されるだけであった。一部保護文化財に指定された箇所を取り込む形で大きな公園施設を有するショッピングセンターが建設された。

#### アウフ・デム・ハーゲン
連邦道 B450号線沿いの旧プリンツ・オイゲン兵舎跡地に、2006年8月から工業・産業パークが設けられた。現在、オガクズを利用する20MWの火力発電所が建設されており、2009年にはバイオガスによる出力2.5MWの発電が計画されている。この旧兵舎跡の東端には、アスファルトの混合工場がある。

#### メンゲリングホイザー・フェルト
このバート・アーロルゼン最大の産業地域は、中核市区の南に位置する「メンゲリングホイザー・フェルト」にある。この産業地域は連邦道 B252号線に直接面している。

#### イン・デン・シュレーペン
このバート・アーロルゼンで最も小さな産業地域は駅の近くの旧 hagro 家具工場跡にある。ここには、広告業、商業、手工業、工業系の企業があり、BACシアター（バート・アーロルゼン・カンパニー e.V.）もある。

### 公共機関
バート・アーロルゼンは、ヘッセン州の道路・交通局の所在地であり、ヴァルデック＝フランケンベルク郡の自動車登録事務所の支所（旧メンゲリングハウゼン役場）がある。バート・アーロルゼン区裁判所もこの街にある。

#### 行方不明者捜索機関
1946年からバート・アーロルゼンは国際行方不明者捜索機関 (ITS) の本部所在地である。この機関は、1955年から赤十字国際委員会によって、管理・運営されている。この機関の運営資金はドイツ連邦が負担している。

#### Sonderstandesamt
旧ドイツ強制収容所収容者の死亡記録作成のために、身分登録法 §38 に従って、Sonderstandesamt（直訳すると「特別身分登録局」）がバート・アーロルゼンに設けられている。

### 学校、訓練・青少年施設

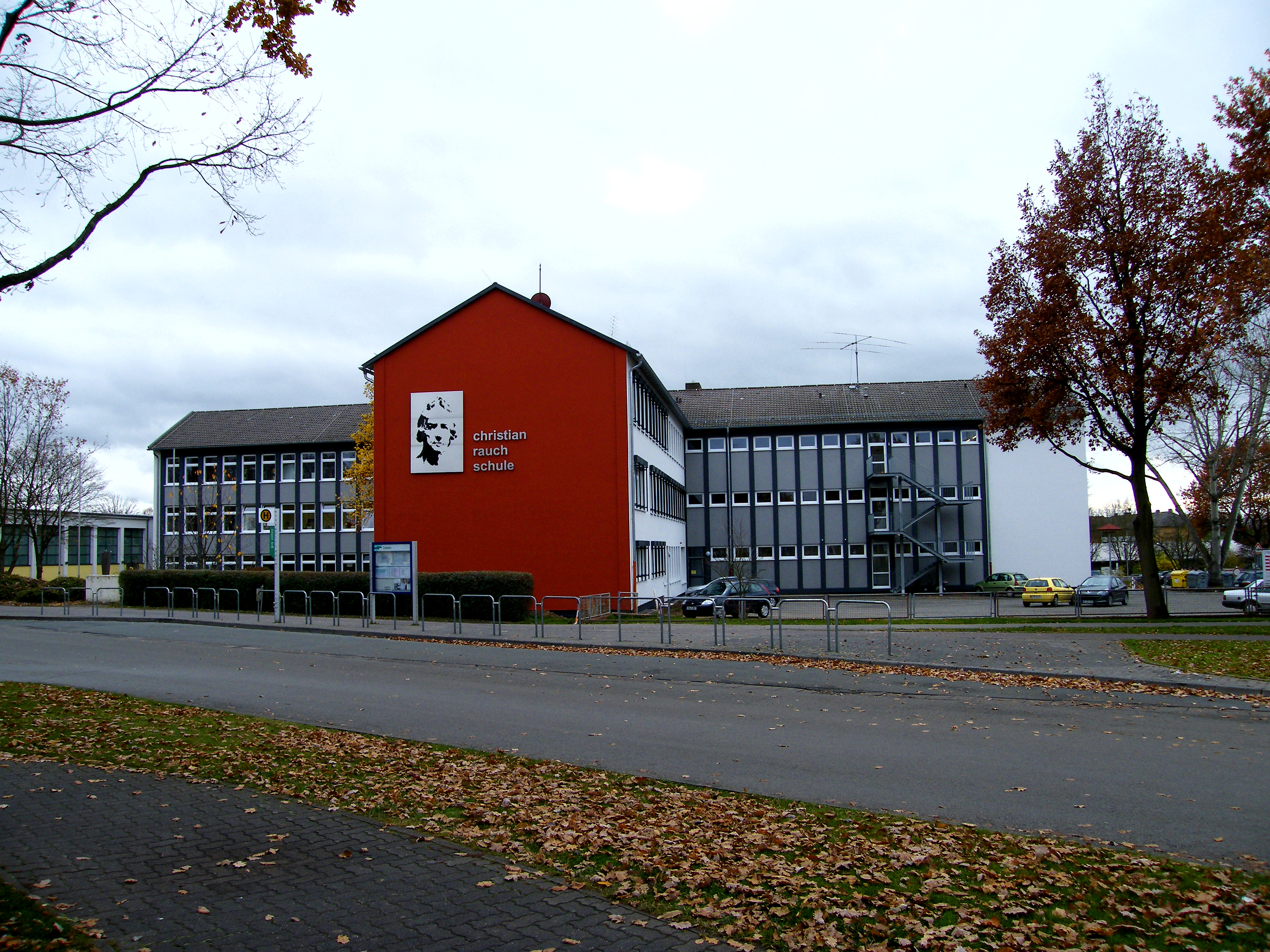
クリスティアン・ラウフ・シューレ（ギムナジウム）

バート・アールルゼンには様々な種類の学校がある。
- 基礎課程学校 4校（バート・アーロルゼン中核市区、ヘルゼン、ランダウ、メンゲリングハウゼン）
- 養護学校 2校（ハインリヒ・リュテッケ・シューレ、カール・プライジング・シューレ）
- 本課程・実科学校 1校（カウルバッハ・シューレ）
- ギムナジウム 1校（クリスティアン・ラウフ・シューレ）
- 職業学校 2校（コルバッハおよびバート・アーロルゼン職業学校、北ヘッセン職業訓練所の州立職業学校）
- バート・アーロルゼン音楽学校

- カウルバッハ・シューレ（本課程・実科学校）
- コルバッハおよびバート・アーロルゼン職業学校

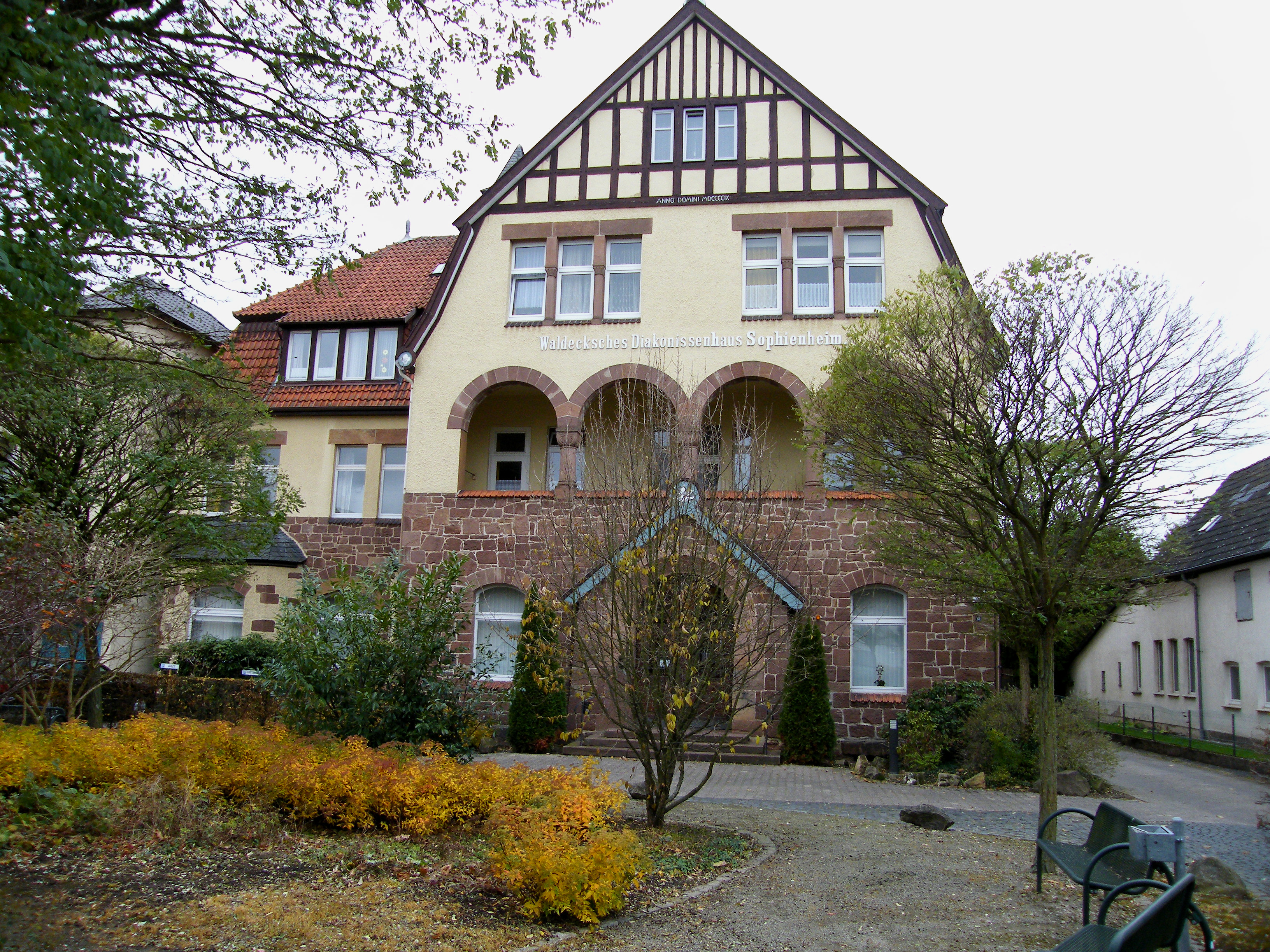
ゾフィーエンハイム

以下の青少年施設を教会の財務局が運営している。
- 8園の幼稚園
- 子供の家「ゾフィーエンハイム」
- 青年文化センター「カム・イン」

クアヘッセン＝ヴァルデックのプロテスタント教会は、数多くの教区、社会奉仕施設、幼稚園、教会クライス事務所を有している。

### 障害者施設
バート・アーロルゼンには、1912年から障害者のための養護施設がある。この3つの部門からなる施設は、侯妃バチルディスにちなんでバチルディスハイムと名付けられた。この施設のグランドデザインは、身体障害を持つ子供のためになされた。現在バチルディスハイムは障害者のための学校、養護、保護センターに以下の施設を設立している。
- 付属学校を有するリハビリテーションセンター
- 北ヘッセン職業訓練所
- ノイ＝ベリヒの「ヴァルトフリーデン養護ハイム」

これらを合わせて、全部で600人の障害者が養護され、教育され、援助されている。

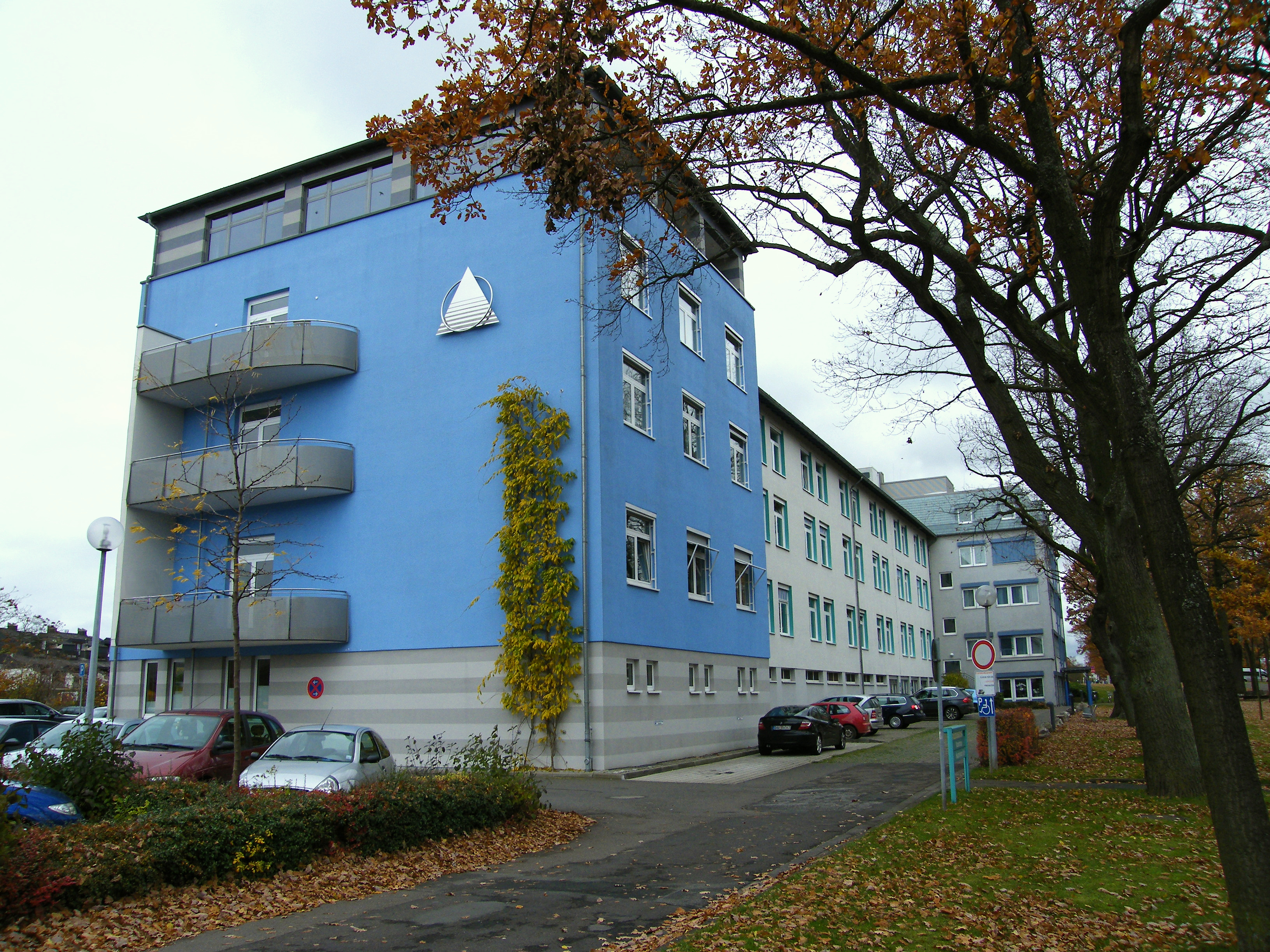
バート・アーロルゼン病院

### 健康
バート・アーロルゼンには多くの病院や専門クリニックがある。
- 総合病院のバート・アーロルゼン病院
- グローセ・アレー医学・精神学病院。耳鳴り、鬱病、不安障害、燃え尽き症候群、空間識失調といった精神障害の専門センターである。
- バート・アーロルゼン医学・精神学病院。精神医学の専門病院。2008年4月からヘッセン州の病院プランに組み込まれている。
- 屋外プール「アロベラ」の健康センター。健康指導や診療が行われる。

## 人物

### 出身者
- フィリップ・ニコライ（1556年 - 1608年） - 牧師、作詞家、宗教改革家
- ヴァルデック＝アイゼンベルク侯ゲオルク・フリードリヒ（1620年 - 1692年） - ドイツの陸軍元帥、オランダの軍人
- クリスティアン・ダニエル・ラウフ（1777年 - 1857年） - 彫刻家
- ヴィルヘルム・フォン・カウルバッハ（1805年 - 1874年） - 画家
- フリードリヒ・カウルバッハ（1822年 - 1903年） - 画家
- マリー・カルム（1832年 - 1887年） - 作家、女権論者
- エンマ・フォン・ヴァルデック＝ピルモント（1858年 - 1934年） - 1879年から1890年までオランダ王妃、その後1898年まで摂政
- アウグスト・ビーア（1861年 - 1949年） - 外科医
- アルベルト・シュタインリュック（1872年 - 1929年） - 俳優
- ヨシアス・ツー・ヴァルデック＝ピルモント（1896年 - 1967年） - 親衛隊大将
- クリスティーネ・ブリュックナー（1921年 - 1996年） - 作家
- ヴィッテキント・ツー・ヴァルデック＝ピルモント（1936年 - ） - ヴァルデック＝ピルモント家の家長
- イェンス・クニップシルト（1975年 - ） - テニス選手
- アンナ・ヘーフェレ（1989年 - ） - スキージャンプ選手

### ゆかりの人物
- ラインハルト・マルクス（1953年 - ） - 枢機卿。ミュンヘンおよびフライジング大司教。1981年までアーロルゼンの助任司祭を務めた。

## 引用
1. ↑  Hessisches Statistisches Landesamt: Bevölkerung in Hessen am 31.12.2023 (Landkreise, kreisfreie Städte und Gemeinden, Einwohnerzahlen auf Grundlage des Zensus 2011)]
2. ↑  Max Mangold, ed (2005). Duden, Aussprachewörterbuch (6 ed.). Dudenverl. p. 181, 169. ISBN 978-3-411-04066-7
3. ↑  2011年1月18日に HR-テレビで放送されたイケンス・ケルラーの Hessenzeitreise
4. ↑  Strukturdaten 2009年12月31日現在
5. ↑  Wolfgang Benz, Barbara Distel, Angelika Königseder: Der Ort des Terrors, p. 367
6. ↑  StBA: Änderungen bei den Gemeinden, siehe 1997
7. ↑  市議会選挙結果 (hsl.de)
8. ↑  Waldeckische Landeszeitung 25. Juni 2010
9. ↑  BAC Theater (bad-arolsen.de)